# Терехово (Сафоновский район)
Те́рехово — деревня в Смоленской области России, в Сафоновском районе.

## География
Расположена в центральной части области в 14 км к востоку от города Сафонова, в 8 км южнее автодороги М1 «Беларусь», на берегу реки Днепр. В 5 км к севернее от деревни железнодорожная станция О.п. 300-й км на линии Москва — Минск. Входит в состав Прудковского сельского поселения.

## История
В годы Великой Отечественной войны деревня была оккупирована гитлеровскими войсками в сентябре 1941 года, освобождена в 1943 году.

## Население
| 2007 |
| ---- |
| 22   |